# Helmut Krausser
Helmut Krausser (ur. 11 lipca 1964 w Esslingen am Neckar) – niemiecki pisarz, poeta, dramaturg, kompozytor, szachista.

## Życiorys
Krausser mieszka i pracuje w Rzymie i Poczdamie. W latach 1985–1989 studiował archeologię, teatrologię i historię sztuki; studiów jednak nie ukończył. W 1991 ożenił się z Beatrice Renauer. W semestrze zimowym 2007/2008 wykładał gościnnie na Uniwersytecie Ludwika i Maksymiliana w Monachium. Poza literaturą Krausser zajmuje się również komponowaniem muzyki oraz pisaniem scenariuszy dla radia i telewizji. Ponadto zajmuje się profesjonalną grą w szachy i tryktraka. W 1999 jego książka Wielki Bagarozy została przeniesiona na ekran filmowy, a w roku 2017 Einsamkeit und Sex und Mitleid. Jego książki przetłumaczono m.in. na język rosyjski, turecki, francuski, holenderski, litewski, węgierski, włoski, hiszpański, angielski, polski, tajwański, rumuński i czeski.

## Nagrody i stypendia
- 1989 – stypendium literackie miasta Monachium[1]
- 1993 – Tukan-Preis(inne języki) za Melodien[1]
- 1998 – stypendium Villa-Massimo[1]
- 2000 – Prix Italia za słuchowisko Denotation Babel[1]
- 2005 – Heinrich-Heine Stypendium[1]

## Książki
- 1989 – Könige über dem Ozean[1]
- 1992 – Fette Welt[1]
- 1993 – Melodien oder Nachträge zum quecksilbernen Zeitalter[1]
- 1996 – Thanatos[1]
- 1997 – Der große Bagarozy[1]
- 1999 – Schweine und Elefanten[1]
- 2003 – UC (Ultrachronos)[1]
- 2006 – Eros[1]
- 2008 – Die kleinen Gärten des Maestro Puccini[1]
- 2009 – Einsamkeit und Sex und Mitleid[4]
- 2011 – Die letzten schönen Tage[1]
- 2012 – Nicht ganz schlechte Menschen[1]
- 2012 – Alles ist gut[5]
- 2018 – Geschehnisse während der Weltmeisterschaft
- 2019 – Trennungen, Verbrennungen
- 2020 – Für die Ewigkeit
- 2022 – Wann das mit Jeanne begann
- 2024 – Freundschaft und Vergeltung[6]